# یارسلاو ماروان
یارُسلاو ماروان (چکی: Jaroslav Marvan; ۱۱ دسامبر ۱۹۰۱ – ۲۱ مهٔ ۱۹۷۴) بازیگر اهل کشور چکسلواکی بود. وی بین سال‌های ۱۹۲۶ تا ۱۹۷۳ میلادی فعالیت می‌کرد. او در پراگ به دنیا آمد. او از دهه ۱۹۲۰ با «ماری ماروانووا» ازدواج کرد و از «آلنا یانچارژیکووا» صاحب یک دختر (آلنا ماروانووا) شد. او در سال ۱۹۱۹ امتحان پایان مدرسه را گذراند و به عضویت اداره مرکزی پست درآمد. او برای امور تجاری به اوزغرود فرستاده شد (۱۹۲۰–۱۹۲۳). او در طول حرفه اش عضو سه تالار تئاتر شد.
از فیلم‌ها یا برنامه‌های تلویزیونی که وی در آن نقش داشته‌است می‌توان به گردان، قصه‌های چاپک، مسیحی، بازرس، و حلقه ازدواج اشاره کرد.